# Jezioro Ogrodowe
Jezioro Ogrodowe – jezioro w woj. wielkopolskim, w powiecie międzychodzkim, w gminie Międzychód, leżące na terenie Kotliny Gorzowskiej.

## Dane morfometryczne
Powierzchnia zwierciadła wody wynosi 1,1 ha.